# My marzyciele (singel)
My marzyciele – jedyny singiel zespołu T.Love Alternative, który najpierw pojawił się na płytach "Chamy idą" i "Miejscowi – live". Zawiera 3 utwory.

## Lista utworów
1. 3:53 – My marzyciele
2. 2:55 – IV L.O.
3. 3:55 – Garaż ’86

## Muzycy[1]
- Muniek Staszczyk – śpiew
- Andrzej Zeńczewski – gitara
- Jacek Śliwczyński – gitara basowa
- Jacek Wudecki – perkusja
- Dariusz Zając – instrumenty klawiszowe
- Tomasz Pierzchalski  – saksofon